# ライヤーゲーム
『ライヤーゲーム』（仏: Ca$h）は、2008年のフランス映画。
日本では劇場公開されず、ビデオスルーとなった。

## ストーリー
ダイヤモンドを奪うために詐欺師たちが手を組む。

## キャスト
- ジャン・デュジャルダン
- ジャン・レノ
- ヴァレリア・ゴリノ
- アリス・タグリオーニ
- フランソワ・ベルレアン
- エリック・エブアニー
- キアラン・ハインズ
- クロヴィス・コルニアック